# Anthrax aterrimus
Anthrax aterrimus är en tvåvingeart som beskrevs av Carl Ludwig Doleschall 1858. Anthrax aterrimus ingår i släktet Anthrax och familjen svävflugor. Inga underarter finns listade i Catalogue of Life.